# Rai Internazionale
Rai Internazionale, in precedenza Rai International, era una divisione della Rai che si occupava della programmazione radiotelevisiva per gli italiani all'estero e per tutti coloro che erano legati alla cultura italiana; sostituiva la preesistente Direzione servizi giornalistici e programmi per l’estero, il cui programma più noto era il radiofonico Notturno italiano, in onda dalla mezzanotte alle 5:57 ora italiana e trasmesso in onde corte e medie sia per il pubblico notturno italiano che per quello estero. Nata nel 1 gennaio 1992, fu chiusa il 31 dicembre 2011 nell'ottica di una revisione della spesa pubblica imposta dal governo e, con essa, i suoi programmi.

## Storia
L'Italia fu uno dei primi paesi a effettuare un servizio di diffusione radiofonica verso l'estero in onde corte. Le prime trasmissioni avvennero negli anni trenta con la costruzione dell'impianto di Roma Prato Smeraldo sotto la supervisione di Guglielmo Marconi. Dopo la seconda guerra mondiale la loro gestione passò dall'EIAR alla Rai, ed infine a Rai International, nata nel 1 gennaio 1992 dall'esperienza della precedente Direzione Esteri della Rai. Rinominata Rai Internazionale, conformemente ai suoi contenuti in italiano, operava in convenzione con la presidenza del Consiglio dei ministri per rispondere alle esigenze di informazione e servizi espresse dalle collettività italiane all'estero.
Il 28 febbraio 2003 venne costituita la società NewCo Rai International (poi sostituita da Rai World), una S.p.A. il cui azionista di maggioranza era la Rai che aprì successivamente il capitale di minoranza ai privati fino a inglobare tutta l'offerta internazionale della capogruppo.
Il 31 dicembre 2011 Rai Internazionale venne definitivamente chiusa, in seguito ai tagli ai fondi pubblici per l'editoria operati durante il governo Monti, nonostante gli appelli di numerosi giornalisti e dell'allora Ministro degli esteri Giulio Terzi di Sant'Agata a mantenere un canale considerato strategico per l'italofonia nel mondo. La diffusione dei contenuti Rai in italiano all'estero viene affidata alla struttura Rai News, che gestisce il canale notiziale Rai News 24 e il servizio teletext della Rai Televideo.

## Televisione
Nel 1 gennaio 1992 nacque il canale televisivo omonimo della struttura, Rai International, che era diffuso via satellite e tramite vari operatori locali nel mondo. Tale canale offriva una specifica programmazione per gli italiani nel mondo: programmi storici sono stati La giostra dei gol e Italia chiama Italia.
Rai International diffondeva tre differenti linee di programmazione a seconda delle aree di copertura del segnale:
- Rai International 1, per le Americhe;
- Rai International 2, per l'Australia;
- Rai International 3, per l'Asia e all'Africa.

Il canale successivamente cambiò nome in Raitalia (dal 30 marzo 2008) e quindi in Rai Italia (dal novembre 2009). Attualmente il canale Rai Italia è distribuito da Rai Com.
Il segnale di Rai Italia era diffuso con quattro canali satellitari, sui quali venivano trasmessi programmi autoprodotti e parte della programmazione delle tre reti Rai, che coprono i relativi continenti:
- Rai Italia 1, per le Americhe
- Rai Italia 2, per l'Oceania e l'Asia
- Rai Italia 3, per l'Africa

Dal 21 aprile 2008 i programmi di Raitalia, dopo essere stati trasmessi in chiaro per alcuni mesi sul canale Raitalia 3 per l'Europa, sono stati in parte inseriti per un breve periodo nella fascia oraria che va dalle 13:00 alle 21:00 su Rai Med, trasmesso anch'esso su Hot Bird e disponibile nel bouquet Sky sul canale 804.
Rai Italia 4, la versione europea dei canali, era presente sul satellite Hot Bird andando a sostituire Rai Med; il canale non aveva un palinsesto definitivo, quindi trasmetteva il palinsesto della vecchia Rai Med dalle 21:00 a mezzanotte, Rai News 24 da mezzanotte alle 12:00, e programmi di autoproduzione dalle 13:00 alle 21:00. Ad aprile 2014 il canale termina le sue trasmissioni.
Il 1º gennaio 2012, a seguito del piano di riduzione dei costi approvato all'unanimità dal CdA, cessano tutti i programmi autoprodotti. Dal 7 ottobre 2012 ricomincia il programma Cristianità condotto da suor Myriam Castelli che va in onda in diretta tutte le domeniche dalle ore 10:30 alle ore 12:25 - ora italiana - e che consentirà ai fedeli telespettatori italiani residenti all'estero di seguire la santa messa del papa ed altri importanti eventi religiosi in compagnia di vari ospiti in studio.
In passato Rai Internazionale ha prodotto anche dei canali tematici autofinanziati: Salute! (chiuso a marzo 2010) e Yes Italia (chiuso il 1º gennaio 2012). Yes Italia era un canale dedicato al turismo diretto da Osvaldo Bevilacqua.

## Radio
Ha operato inoltre nel settore radiofonico con Rai Internazionale Radio (precedentemente conosciuta come Satelradio e successivamente ribattezzata Rai Italia Radio), un canale radiofonico trasmesso mediante satelliti (America, Australia, Africa, e Asia) e attraverso accordi con radio locali (Nord America, Australia e Giappone).
Un'altra produzione di Rai International era il Notturno Italiano, programma ascoltabile da mezzanotte alle 6:00 ora centrale europea in onde medie sulle frequenze di 900 kHz (Milano), 1107 kHz (Roma) e 657 kHz (Napoli). La programmazione in onde corte sui 6060 kHz è stata effettuata fino al 30 settembre 2007 in ventisette lingue.
Il 31 dicembre 2011 Rai Internazionale Radio ha terminato le sue trasmissioni e anche il Notturno Italiano ha chiuso, lasciando il suo spazio notturno in onda media alla programmazione di Rai Radio 1.

## Internet
Su Internet, Rai Internazionale editava il sito Italica, dedicato alla promozione della lingua e della cultura italiana. Il sito non è più stato aggiornato dal 1º gennaio 2012 e infine chiuso nel settembre 2014.

## Conduttori
- Biancamaria Ferrari
- Daniele Rienzi
- Paolo Cicchetti
- Paolo Luchetti
- Tiziana Amico
- Ugo Balmas

## Direttori
| Nome                  | Periodo   |
| --------------------- | --------- |
| Angela Buttiglione    | 1992-1997 |
| Roberto Morrione      | 1997-1999 |
| Giancarlo Leone       | 1999-2001 |
| Massimo Magliaro      | 2001-2006 |
| Piero Badaloni        | 2006-2009 |
| Daniele Maria Renzoni | 2009-2011 |

## Loghi

1996 - 2008
2008 - 2010
2010 - 2011